# 石莲镇 (湄潭县)
石莲镇，是中华人民共和国贵州省遵义市湄潭县下辖的一个乡镇级行政单位。
2012年，贵州省人民政府批复同意撤销石莲乡建制，设置石莲镇，镇政府驻九坝村。

## 行政区划
石莲镇下辖以下地区：
九坝村、沿江村、黄莲坝村、黎明村、新华村和解乐村。